# كهف كوليبويا
كهف كوليبويا (بالرومانية: Peștera Coliboaia)‏ يقع في منتزه أبوسيني الطبيعي، كامباني، مقاطعة بيهور، رومانيا. قد تحتوي على أقدم رسوم الكهوف المعروفة في أوروبا الوسطى، الكربون المشع مؤرخ بـ 32.000 و 35.000 سنة قبل الميلاد، تتوافق مع ثقافات أورينياسية وجرافيتي في العصر الحجري القديم.